# Hans-Rudi Brugger
Hans-Rudi Brugger (*  6. Juli 1980 in Meran) ist ein ehemaliger italienischer Fußballspieler auf der Position eines Rechtsverteidigers.

## Vereine
Der in St. Leonhard in Passeier aufgewachsene Hans-Rudi Brugger schaffte 1998 den Sprung in den Profikader des FC Südtirol und war dort bis 2011, zuletzt in der Lega Pro Prima Divisione (3. Liga), aktiv. Nachdem sich Brugger noch im Februar 2011 einer Meniskusoperation am Knie unterzogen hatte und so für längere Zeit ausfiel, traf der langjährige Kapitän des einzigen Profifußballklubs Südtirols nach einem Konflikt mit dem Sportdirektor im Sommer 2011 die Entscheidung, den Klub nach langen Jahren der Vereinszugehörigkeit zu verlassen. Daraufhin wechselte er zum FC St. Martin in die Südtiroler Landesliga, mit dem er in die Oberliga aufstieg. 2015 beendete Brugger dort seine Karriere.